# Karl-Heinz Henrichs
Karl-Heinz Henrichs (Schermbeck, 1º luglio 1942 – Bocholt, 3 aprile 2008) è stato un pistard tedesco.

## Palmarès

### Olimpiadi
- 2 medaglie:
  - 1 oro (Tokyo 1964 nell'inseguimento a squadre[1])
  - 1 argento (Città del Messico 1968 nell'inseguimento a squadre[2])